# Maça de armas

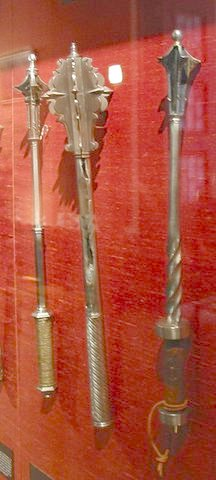
Várias maças d'armas medievais

A maça de armas (grafia alternativa maça d'armas) é uma arma medieval contundente, que se assemelha ao chicote de armas e que terá tido como percursor a moca ou clava de madeira.

## Feitio

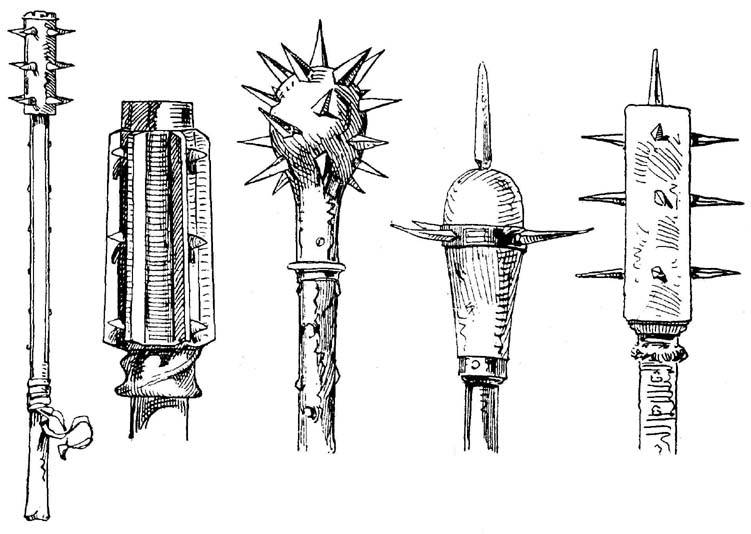
Vários tipos de cabeças de maças de armas

Corresponde a uma versão melhorada do porrete, tratando-se duma arma que, apesar do seu peso, podia, graças às suas pequenas dimensões, ser facilmente usada numa só mão. Consiste num cabo de madeira ou de ferro forjado, que remata numa cabeça de pedra, metal ou madeira, que podia assumir os mais variados formatos (desde esferas, a cilindros, octaedros e formas irregulares), a qual podia estar revestida, ou não, com espigões, cravos de ferro, protuberâncias semiesféricas ou lâminas grossas.
Em muitos dos casos o impacto desta arma podia vergar e deformar a armadura do inimigo.

## História
Depois do séc. XIII, surgem as maças metálicas, feitas de ferro, bronze e chumbo, tendo sido esguardadas, a princípio, como armas grosseiras, relegadas às mãos da plebe. Só mais tarde, surgem às mãos de cavaleiros-vilãos da baixa-nobreza. No século XIV ganhou particular popularidade, como forma a responder às inovações das armaduras, que se tinham  tornado especialmente resistentes às armas cortantes e corto-perfurantes.
Como resposta, os cavaleiros passaram a reforçar as cotas de malha com placas de metal, chifre ou um preparado de coiro moldado e enrijecido com água e revestido com cera quente.
No entanto, por contra-resposta às inovações das armaduras quatrocentistas, também as maças de armas foram evoluindo. Dessarte, já nos finais do século XIII e nos princípios do século XIV, começaram a aparecer as primeiras maças de armas oiriçadas com espigões. Em todo o caso, este tipo de arma não foi utilizado por muito tempo.

## Fabrico
As as maças de armas de ferro deste período histórico arrostavam com várias debilidades.
A primeira das quais põe-se logo ao nível do fabrico, porquanto as técnicas metalúrgicas  desta altura não permitiam aos ferreiros caldear devidamente os espigões do corpo central da cabeça da maça, nem sequer possibilitavam que se forjassem os espigões juntamente com a cabeça numa peça inteiriça, de maneira que tinham de ser apostos em apliques. Por causa disto, os espigões ficavam, amiúde, esquinados e susceptíveis de se quebrarem no impacto de um golpe forte contra a armadura do inimigo.
Consequentemente, os alfagemes da época acabaram por passar a fazer as cabeças das maças de armas noutros metais, como o bronze, por sinal mais dúcteis. Se bem que, por esse mesmo motivo, também se sujeitavam a que, nos embates dos golpes com as armaduras, os espigões de metais dúcteis se deformassem com o tempo.
Outro dos problemas que se punha às maças de armas era a carestia do seu fabrico, bem como a facilidade de deterioração e desgaste do metal, fosse com o próprio uso, fosse com o próprio transporte, a cavalo, porquanto se desgastavam ao roçar nas peças dos arneses.

## Variantes
As maças de armas variavam conforme o tipo de cabeça, que pode estar integrada no próprio cabo, engrossando-o, ou pode ser saliente e, por isso, figurar como uma peça distinta do cabo, encastrada na ponta.
Também variam conforme as características da cabeça, que pode assumir vários formatos distintos, desde esferas, a cilindros, octaedros ou formatos irregulares.
Outro factor de alternância é a forma como o cabeça se encontra guarnecida de armas. A maça simples não dispõe de espigões metálicos, semiesferas de chumbo ou lâminas longitudinais, isso já são traços característicos da maça de armas.

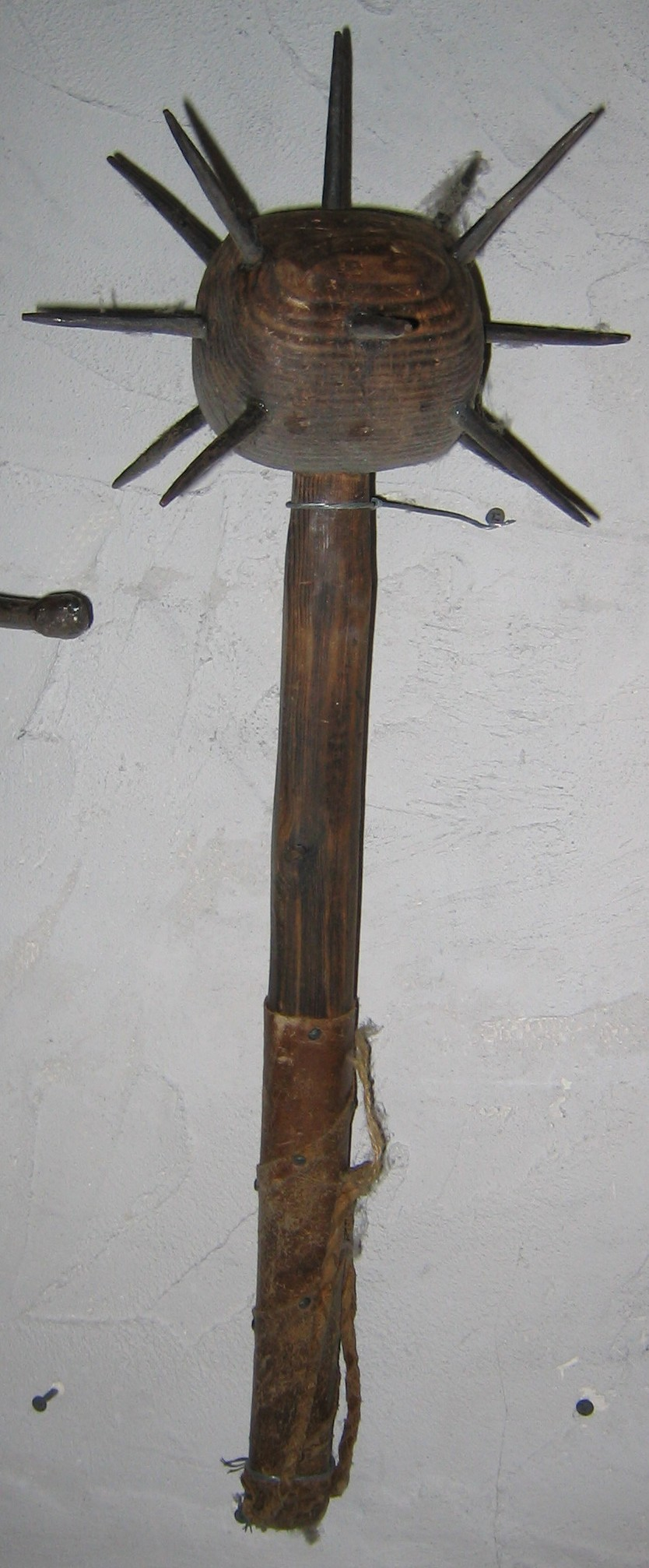
Maça de bicos

### Maça de bicos
Arma do século XIV, consubstancia-se numa maça de armas com um cabo de madeira, ocasionalmente guarnecido com apliques metálicos ou placas de metal, que remata numa cabeça que pode ser feita de pedra, cobre, bronze, ferro ou mesmo aço. A cabeça normalmente sobressai do cabo, ao contrário de outras maças de armas, em que a cabeça aparece integrada no próprio cabo. Além disto, a cabeça podia oiriçar-se com tachões ou pregos de ferro, a fim de tornar a arma perfuro-contundente.
A partir dos finais do século XIII, com o aumento da popularidade do recurso às placas metálicas para reforçar a malha de ferro das armaduras, os cavaleiros foram-se tornando progressivamente mais resistentes às talhadas de espadas e ataques corto-perfurantes. Surgiu, então, a necessidade de que houvesse armas perfurantes capazes de arrancar ou inutilizar essas peças de reforço das armaduras. Foi nesta conjuntura que surgiram as primeiras maças de bicos.
No entanto, as maças de bicos rapidamente se revelaram uma decepção, uma vez que tinham o grande inconveniente de ficarem engatadas nas reentrâncias e falsos da armadura do próprio guerreiro que as empunhava. Aos poucos, acabaram por ser substituídas por maças de armas que, em vez dos espigões, usavam lâminas, as fachas de armas.

### Maça de esferas
Esta designação não é histórica, trata-se antes duma categorização historiográfica, porquanto este tipo de maças de armas, à época, enquadrava-se na categoria das maças de bicos. Em rigor, atendendo ao defeito capital das maças de bicos, que tendiam a engatar-se nas peças da armadura do portador, uma das primeiras tentativas de obviar este problema passou por encurtar os bicos e arredondá-los. Daí surgiu esta qualidade de maças de bicos tardias, que os historiadores, para as distinguir das maças de bicos convencionais, designaram maças de esferas, em alusão às protuberâncias semiesféricas que despontam da cabeça da arma.

### Facha

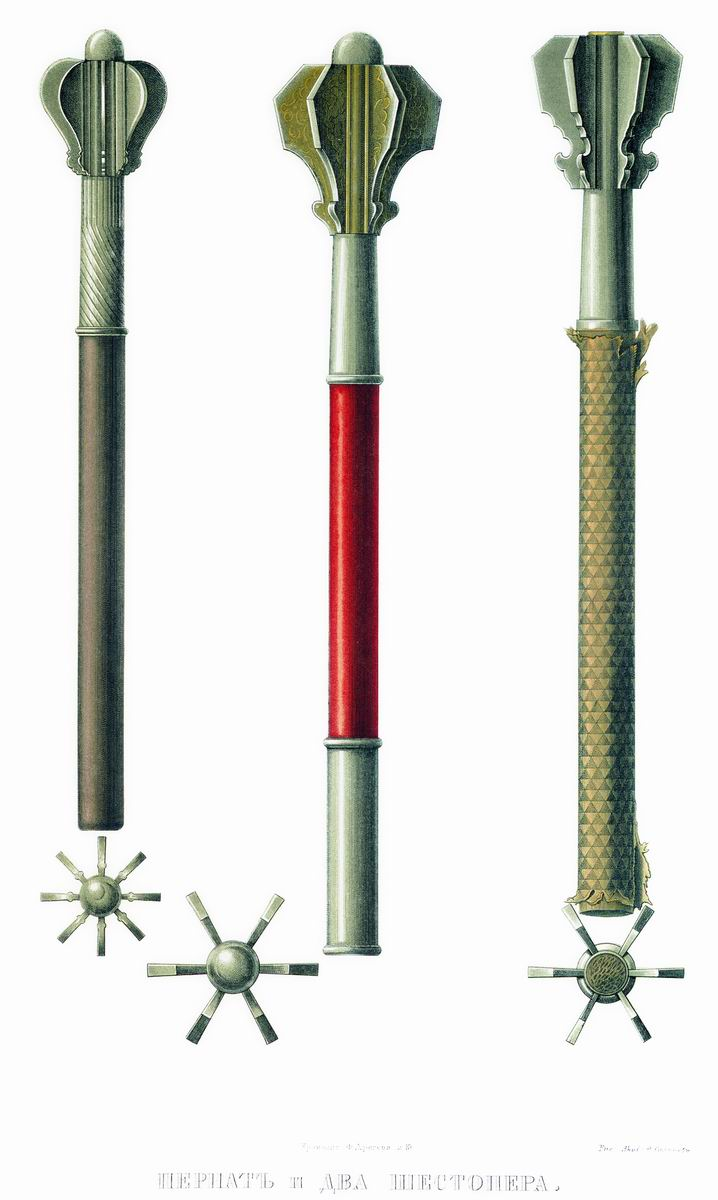
Pernachs, uma variedade de facha de armas usada na Europa de Leste

Também denominada facha de armas ou simplesmente acha. Crê-se que a etimologia deste substantivo provenha do francês hache. Os portugueses criaram um tipo peculiar de facha de armas, a facha de lâminas. Fernão Lopes, na crónica de D. João I, alude avonde às fachas e às fachas de chumbo:
« (…)E leixadas as lamças das mãaos que huuns e a outros pouco nojo fez e jazendo
huum grande vallo dellas amtre huuma aaz e outra, veheram as fachas e espadas d’armas» Crónica de D. João I, Vol. I Cap. XLVIII
De acordo com Rafael Bluteau, as fachas de armas eram implementos bélicos de ferro, de curtas dimensões, que chegaram a ser usadas em torneios, bafordos, duelos e cavalhadas.
Desposando igual entendimento, Anselmo Braamcamp Freire, na sua obra Brasões da Sala de Sintra, cita os cronistas da época, para fazer alusão a uma justa realizada no reinado de D. João I, em que, no desfile inauguratório, dentre a charanga dos músicos, se destacava a figura de um gigantone «(...)todo coberto de armas doiradas com um escudo na mão esquerda e na direita uma facha de armas, e montado em azêmola de proporções descomunais escolhida para o efeito e revestida de peles de urso com tanta perfeição que iludia», o que demonstra o quão comum e intimamente ligada à figura dos cavaleiros estava a facha de armas.

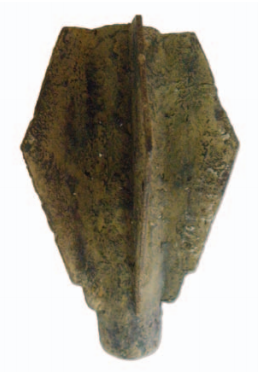
Cabeça de uma facha de lâminas, variedade tipicamente portuguesa da facha de armas. Exemplar do século XIV.

D. António Caetano de Sousa, na sua obra “Agiologio Lusitanos dos Santos e Varões Illustres em virtude do Reino de Portugal e suas conquistas” de 1744, também alude ao uso da facha de armas, numa passagem a respeito do episódio em que Martim Gonçalves de Macedo salva D. João I, no campo de batalha, quando um soldado castelhano lhe arrebatou a arma das mãos:
«…Vendo peleijar ao seu Rey como qualquer Soldado, sendo como rayo a que a resistência he prejudicial; entrou na batalha taõ destemido e valoroso que chegando ao mayor perigo largou a lança e começou a cortar com a facha de armas comose fora hum cavaleiro particular que pelo seu braço pertendia ganhar honra no mayor perigo. Pertendeo oporse-lhe Alvaro Gonçalves de Sandoval, cavaleiro valente e robusto e querendo ElRey ferir o castelhano recebeo o golpe no escudo e pegando com grande ousadia e destreza na facha de armas delRey lha arrebatou da maõ com tal violência que o fez ajoelhar em terra.» - “Agiologio Lusitanos dos Santos e Varões Illustres em virtude do Reino de Portugal e suas conquistas— António Caetano de Sousa Agiologio Lusitanos dos Santos e Varões Illustres em virtude do Reino de Portugal e suas conquistas, pág. 353
No que toca ao seu aspecto, a facha de armas teria lâminas compridas, dispostas na vertical, ao longo da cabeça da facha, chamadas fachadas. Bluteau cita o Thesouro da Lingoa Portugueza de Bento Pereira, que descrevera a arma como facha bipennis, para indicar que a arma seria bigume.
As fachas de armas apareceram como um substituto das maças de bicos, por molde a escamotear-se à tendência que aquelas tinham para se prenderem nas armaduras do próprio guerreiro que as empunhava. Desse modo, começaram a aparecer as fachas de armas, que mais não eram do que maças de armas que, em vez de espigões, estavam guarnecidas de lâminas dispostas verticalmente. Ao princípio as lâminas eram de forma rectangular, mais tarde começaram a assumir formas mais arredondadas e, por fim, acabaram por fixar-se num formato triangular.

### Maça de pontas

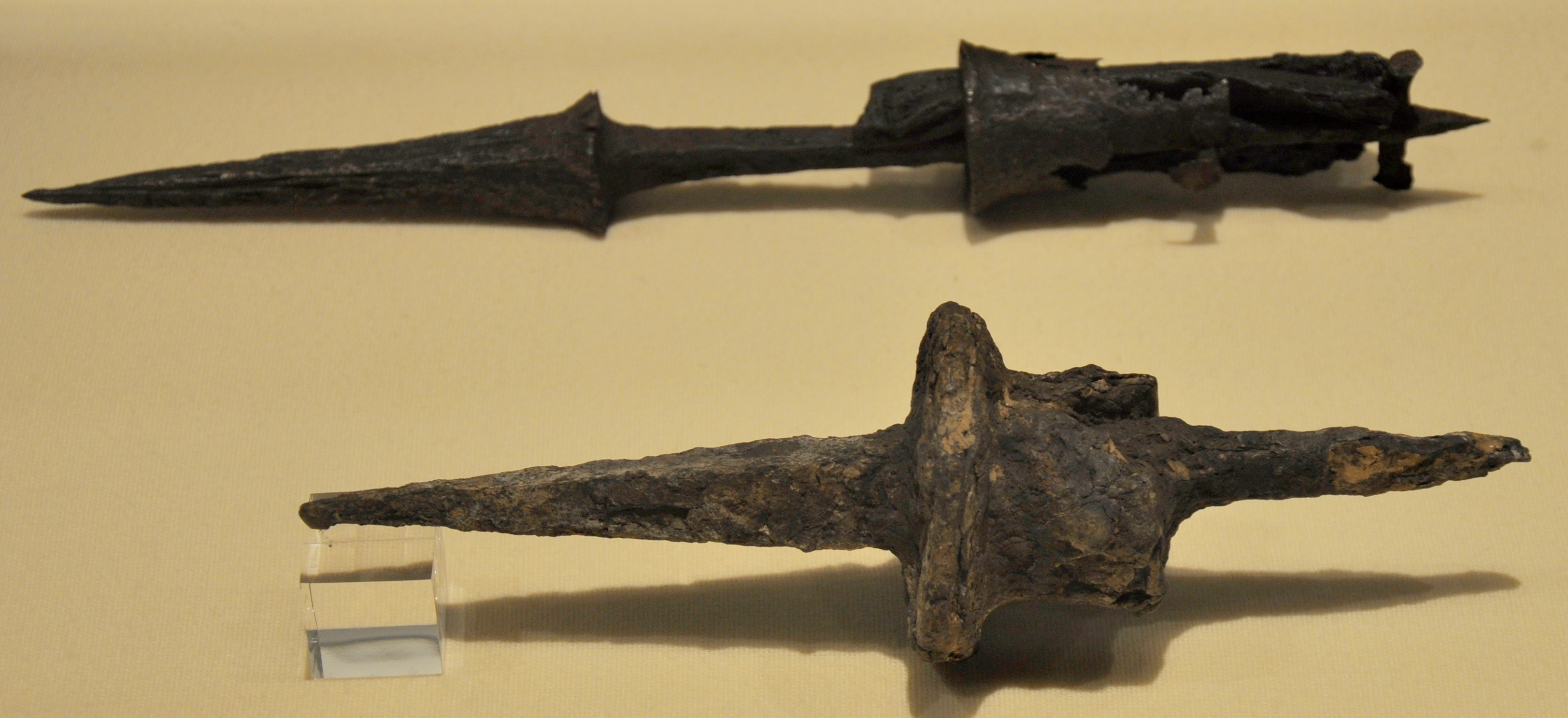
Exemplares de goedendags, no museu de Kortrijk, Bélgica

A maça de pontas, também designada gepinde staf (lit. bordão pontiagudo) ou goedendag (lit. bom dia), é uma variedade bimanual da maça de armas, tradicional da Flandres quatrocentista. Tratava-se duma arma perfuro-contundente, empunhada pela plebe contra a cavalaria, cuja utilidade se mostrou inestimável na batalha de Courtrai.
Do que toca às suas dimensões, cumpre assinalar que mediria um metro e meio de comprimento e teria um diâmetro entre os quatro e os dez centímetros junto ao conto do cabo. No extremo oposto ao conto, na cabeça da maça, ficava um espigão metálico de trinta e cinco centímetros. Orçava um peso na ordem dos quatro quilos.

### Maça de cabeça redonda

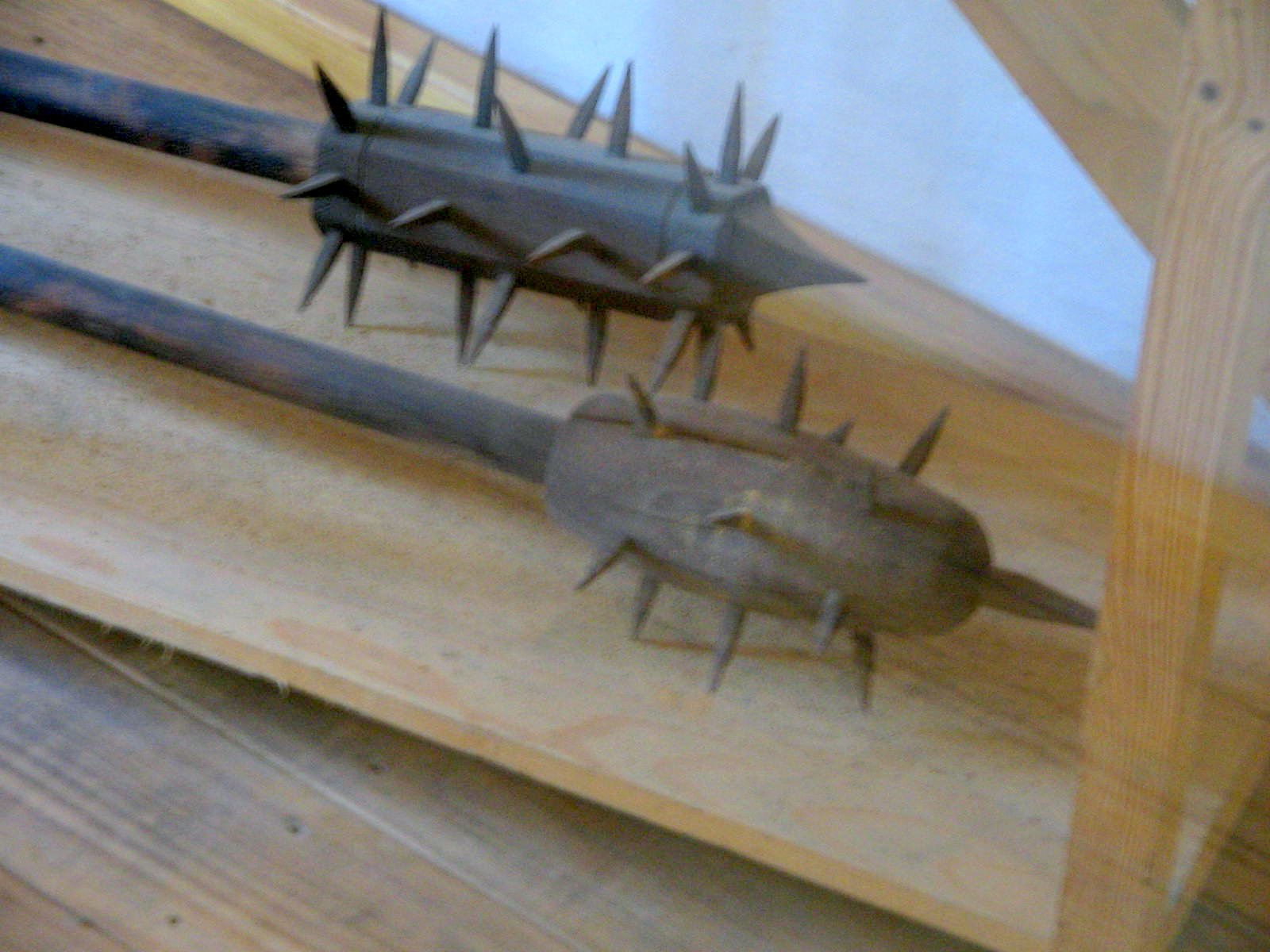
Maças de cabeça redonda

A maça de cabeça redonda, também designada roundhead em inglês, é uma maça de armas pesada, com um cabo de um metro e oitenta centímetros e uma cabeça com vinte e centímetros. A cabeça, encastrada no cabo, ostentava doze estrepes de ferro a toda a volta e, ainda, mais outro estrepe no topo, a encimar a arma. Esta arma terá sido amplamente utilizada na pendência da Guerra Civil Inglesa.
De acordo com um artigo de 1643 do Mercurius Civicus, um hebdomadário da altura da Guerra Civil inglesa, esta maça foi assim alcunhada pelos cavaleiros, que dela se serviam para submeter os Cabeças Redondas.

## Heráldica
O brasão da família homem, nas suas representações originais, representava um leão azul com uma facha de armas nas mãos, sendo que ulteriormente a facha foi substituída por uma acha de armas.

## Maça de armas cerimonial

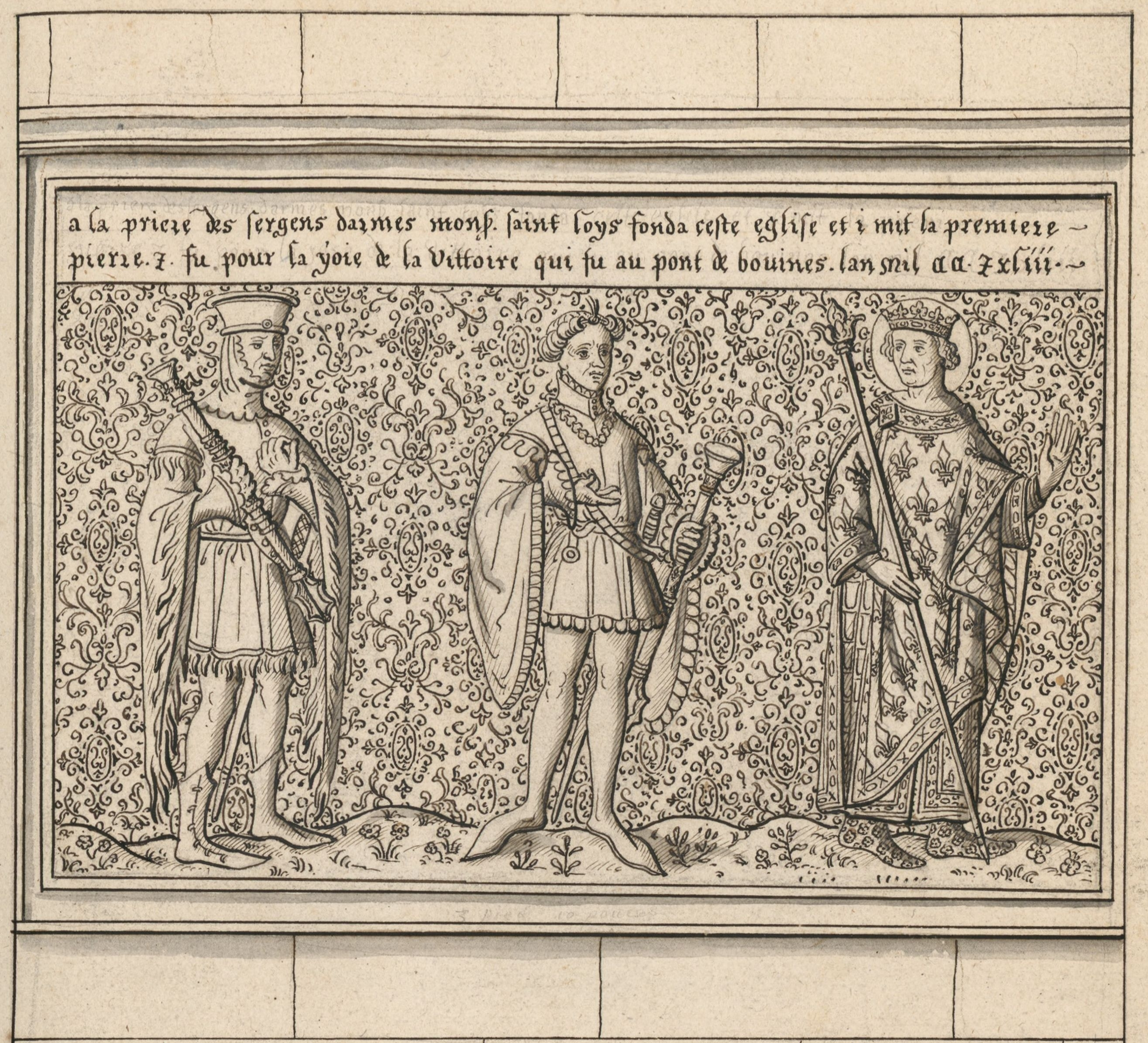
Luís XI com os sargentos de armas, munidos de maças de armas

A maça cerimonial é um símbolo de autoridade, deriva das maças de armas asidas pelos sargentos de armas, uma unidade de guarda-costas reais criada em França, por Filipe II, e em Inglaterra, por Ricardo I.

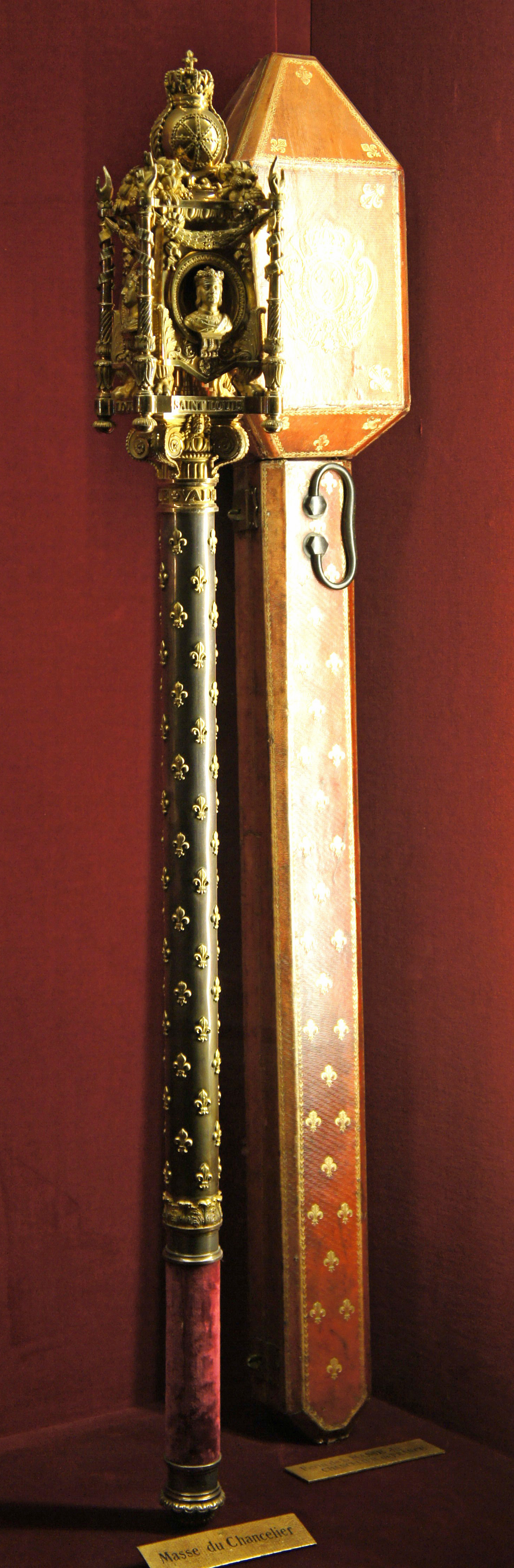
Maça do chanceler de França, utilizada na consagração de Carlos X de França

A partir do séc. XIV, estas maças foram caindo em desuso, assumindo, em alternativa, uma importância simbólica. Lentamente, foram-se tornando peças cada vez mais ornamentadas, elaboradas com metais preciosos. Volveram-se símbolos da autoridade dos senhores feudais, que as concediam aos seus vassalos, como forma de os assinalar como representantes do seu poder e garantes da sua jurisdição.
Nas monarquias anglo-saxãs, onde os parlamentos adoptaram o sistema de Westminster herdado do parlamento britânico, a maça de armas cerimonial é usada para simbolizar o poder da Coroa, que foi delegado aos deputados. A forma mais cerimonial da maça de armas é representada pelo ceptro real.

## Maça de armas e o clero
A crença que atribui o emprego das maças de armas às mãos do clero, nas guerras das cruzadas, por molde a evitar o derrame de sangue dos adversários (sine effusione sanguinis), persiste apesar de poucas provas a estribarem.
De acordo com certos autores, esta crença poderá radicar de conjecturas feitas com base na representação de Odo de Bayeux na tapeçaria de Bayeux, onde aquele aparece representado, com uma maça de armas, na batalha de Hastings. A ideia vigente seria que, assim, Odo de Bayeux evitaria derramar sangue e portar armas de guerra, propriamente ditas.
O facto do irmão, o duque Guilherme I de Inglaterra asir uma arma semelhante sugere que, neste contexto, a maça seria encarada simplesmente como um emblema da autoridade. É igualmente possível que Guilherme e Odo se limitassem a combater com maças, como outros cavaleiros também certamente o fariam.